# Euphorbia serpyllifolia
Euphorbia serpyllifolia är en törelväxtart som beskrevs av Christiaan Hendrik Persoon. Euphorbia serpyllifolia ingår i släktet törlar, och familjen törelväxter.

## Underarter
Arten delas in i följande underarter:
- E. s. hirtula
- E. s. serpyllifolia

## Bildgalleri

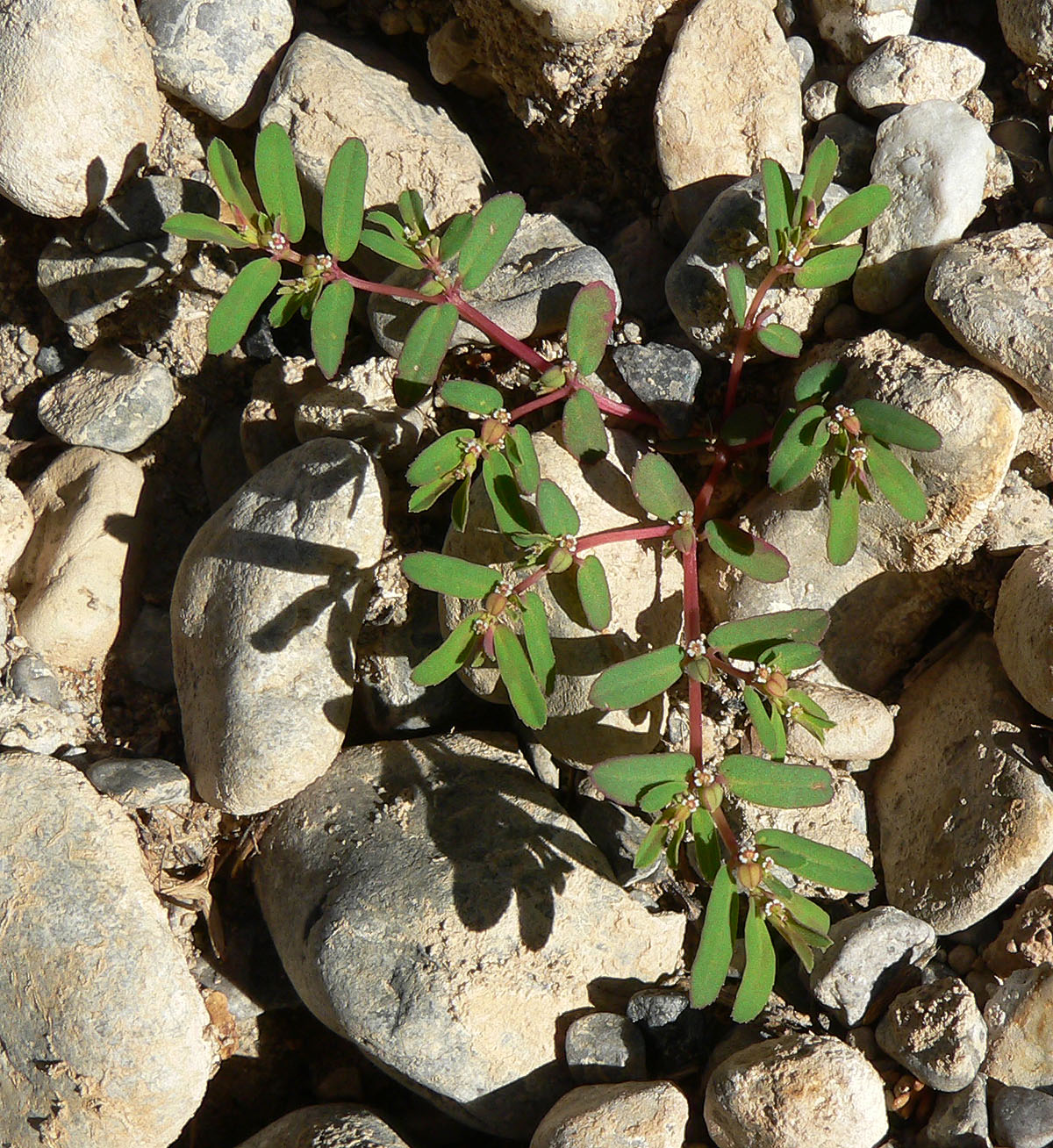
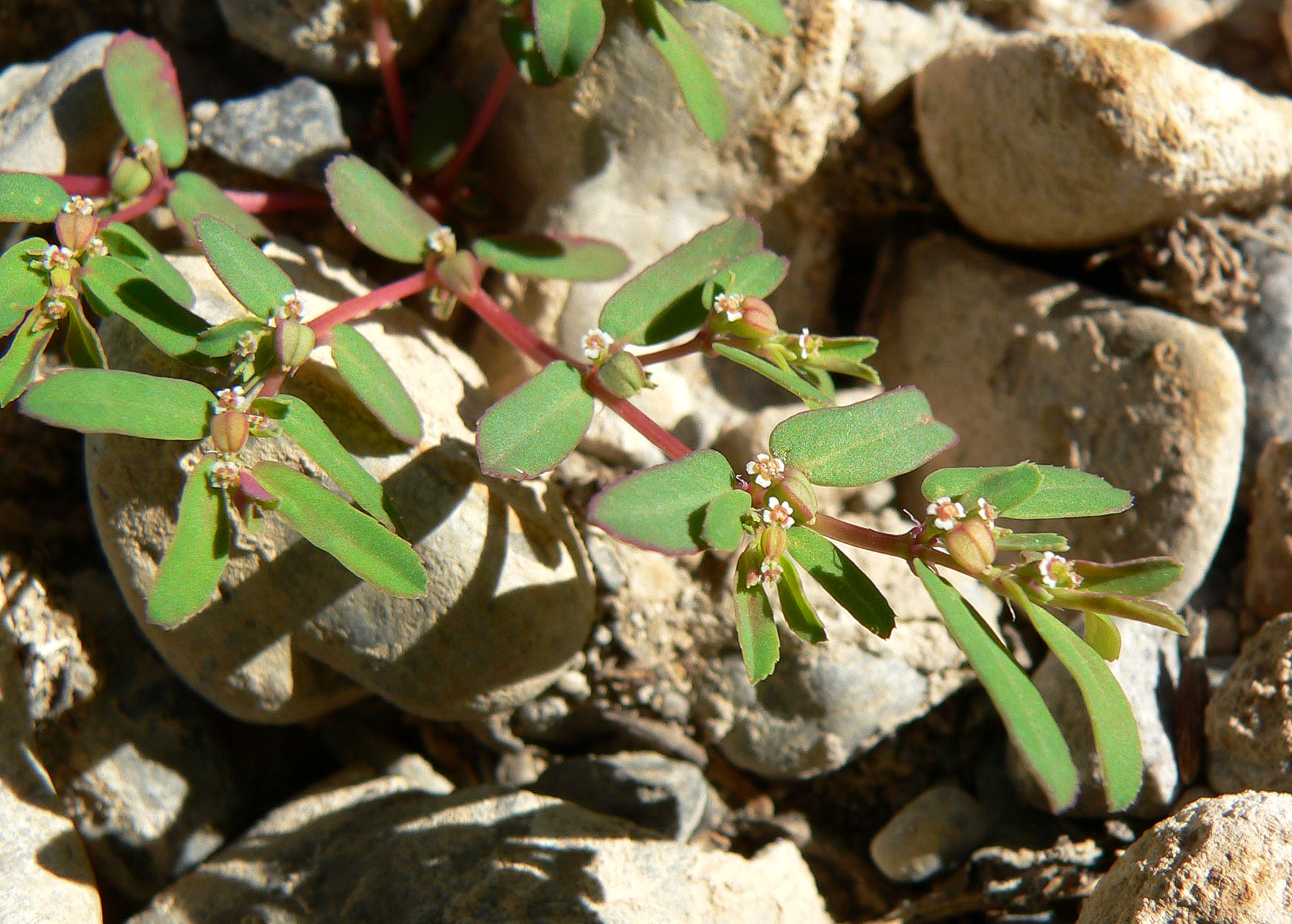
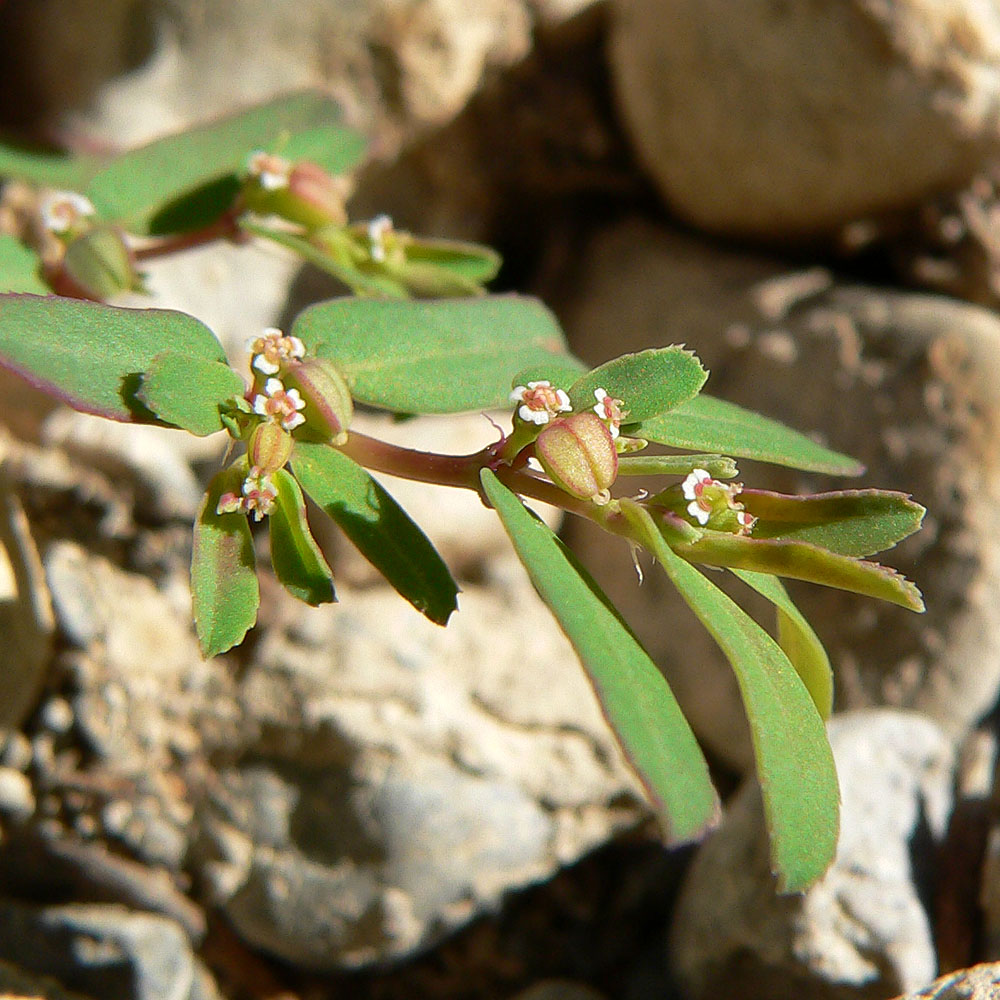
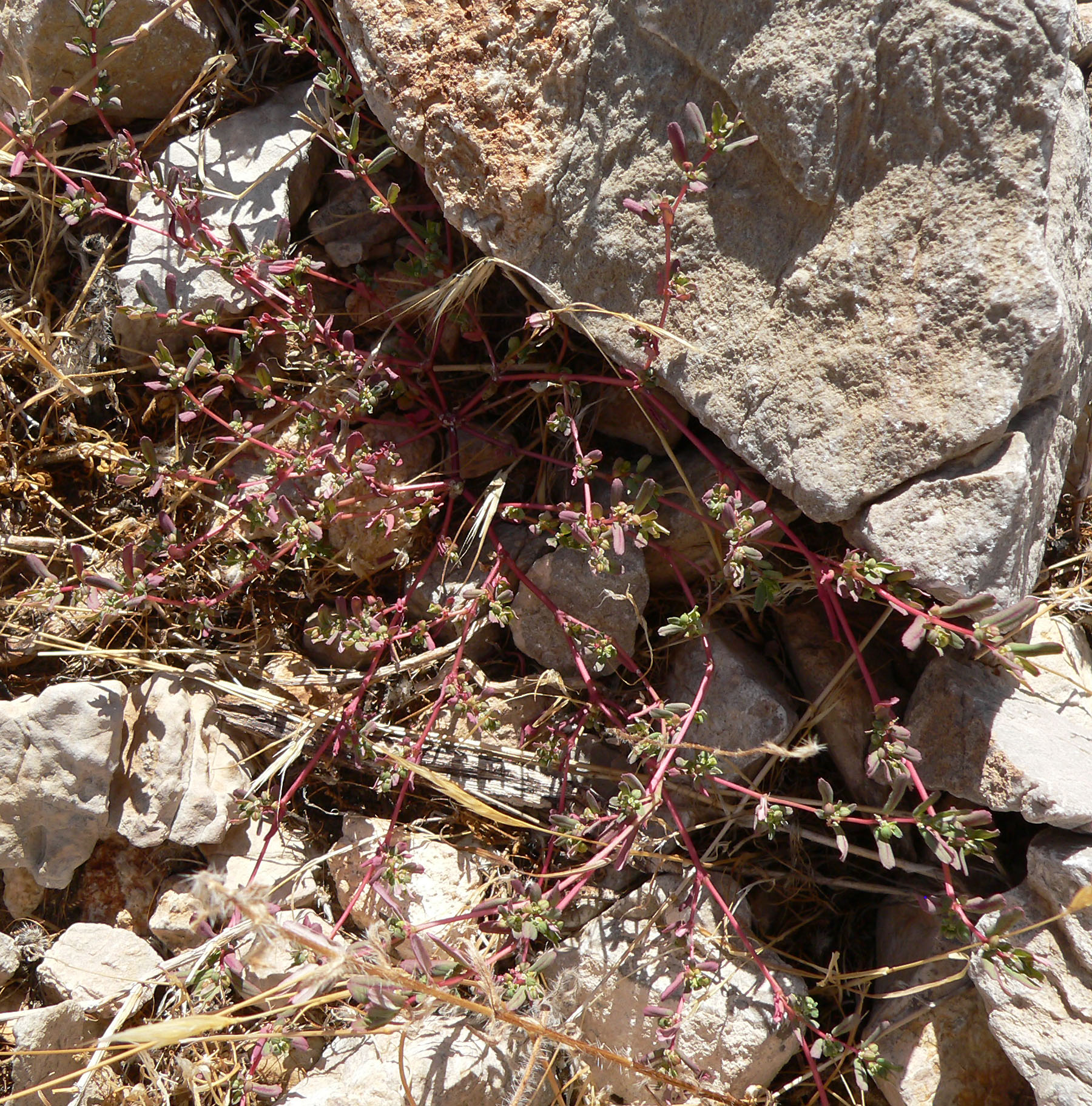
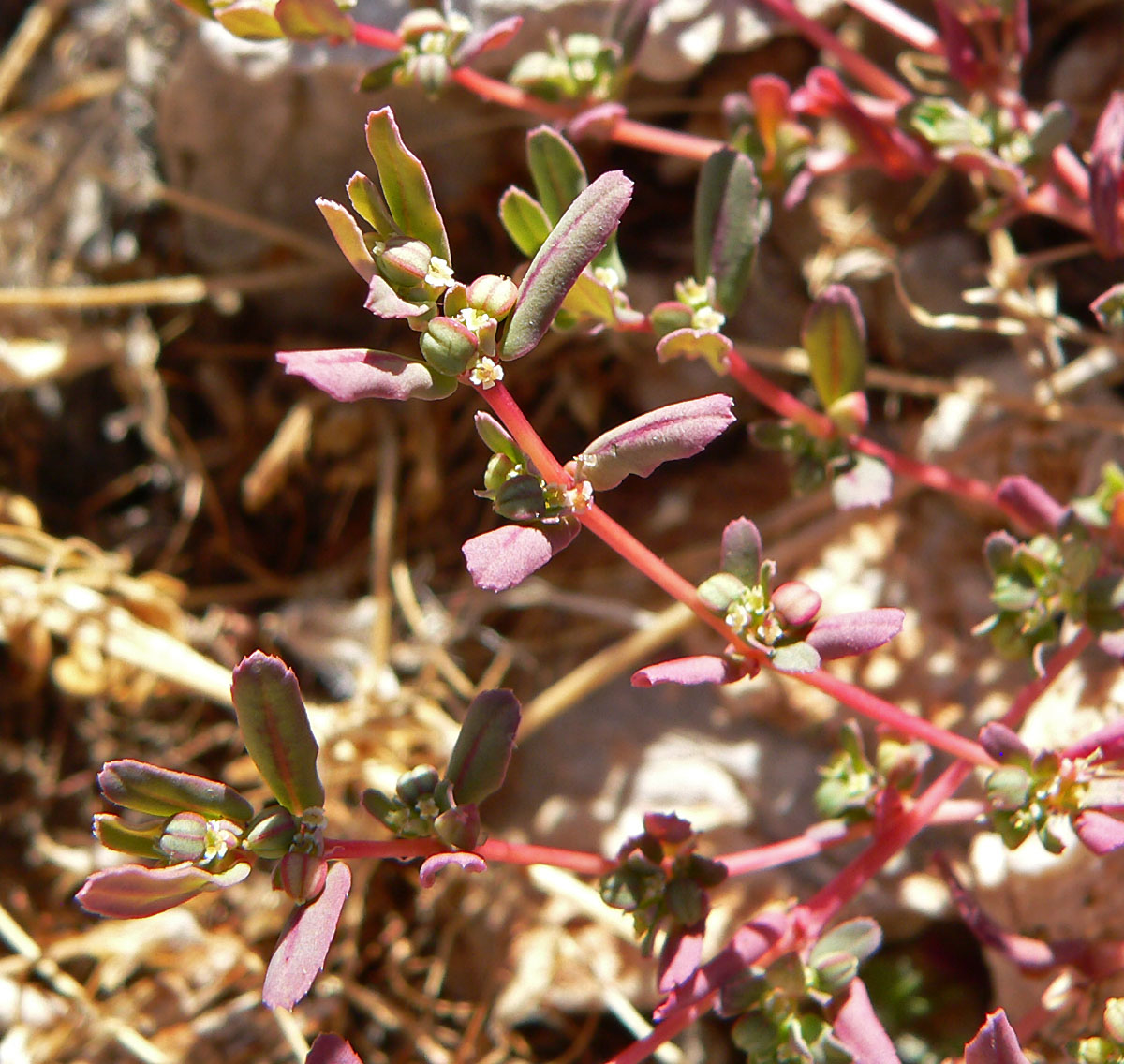
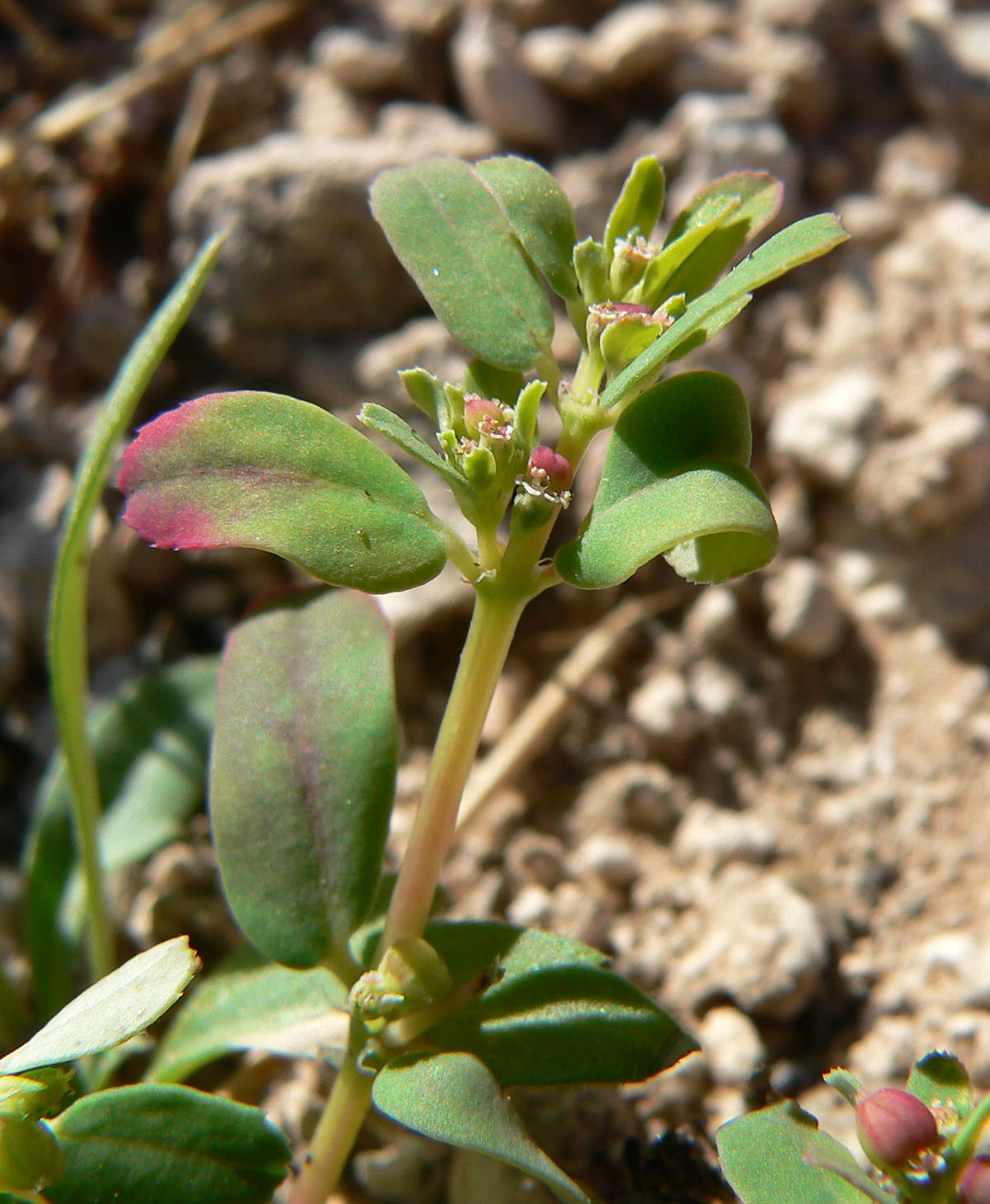